# Duel la Diablo
Duel la Diablo (în engleză Duel at Diablo) este un film western de acțiune de aventură din 1966. A fost regizat de Ralph Nelson după un scenariu de Marvin Albert, bazat pe un roman de Marvin H. Albert din 1957, Apache Rising. În rolurile principale au interpretat James Garner în primul său western după ce a părăsit serialul TV Maverick  și Sidney Poitier în primul său western.
Filmul a avut încasări de 1,5 milioane $ (în SUA și Canada).

## Prezentare
La scurt timp după ce a descoperit corpul unui cercetaș torturat de indieni, Jess Remsberg salvează viața unui călăreț urmărit de doi dintre ei și al cărui cal tocmai a murit de epuizare. Când se apropie, observă că este o femeie. El o aduce pe supraviețuitoare, Ellen Grange, înapoi la Fort Creel, unde soțul ei este un comerciant. Pentru că a fost răpită și a rămas captivă câțiva ani la apași, ea nu s-a mai acomodat și, anterior evenimentelor de la începutul filmului, a fugit din fort pentru a se alătura tribului. La întoarcere, soțul ei Will Grange o certă cu amărăciune, fără să înțeleagă mai mult decât ceilalți de ce nu s-a sinucis, decât să fie tovarășa forțată a lui Nachee, fiul șefului Chata.
Remsberg află că vechiul său prieten Scotty McAllister este acum subofițer. În timpul întâlnirii, acesta din urmă îi arată un scalp: cel al soției comanche a lui Jess. De asemenea, Scotty îl spune numele vinovatului, un șerif fără scrupule pe nume Clay Dean. Nebun după răzbunare, Remsberg se pregătește să plece spre Fort Concho pentru a-l ucide pe criminalul soției sale. McAllister îl sfătuiește să nu plece imediat și îi cere să inspecteze detașamentul de cavalerie al armatei care urmează să plece de la Fort Creel spre Fort Concho sub comanda sa, pentru a escorta două vagoane de muniție. Patrulei i se alătură Toller, fost sergent al celui de-al 10-lea regiment de cavalerie (Soldații Buffalo), care acum este ocupat cu prinderea și vânzarea de cai pentru armată; precum și Grange, a cărui soție a fugit din nou, acesta dorește să beneficieze de protecție militară pentru transportul său de mărfuri.
Între timp, Ellen Grange s-a întors în tabăra apașilor, care o hărțuiesc. Chata nu o iartă pentru moartea fiului său Nachee, ucis de oameni albi. El îi permite Ellenei să aibă grijă de fiul ei Kaeta, pe care l-a făcut în timpul captivității și pentru care s-a întors, dar el anunță că va fi îngropată de vie alături de Nachee în munte. Indienii pândesc detașamentul și distrug căruța cu provizii, ucigând, de asemenea, mai mulți soldați. McAllister, rănit în atac, se bazează pe întăriri de la Fort Concho. Când Remsberg, care a salvat-o pe doamna Grange și pe fiul ei metis, îi spune că mesagerul a fost prins și ucis, el trebuie să vină cu un alt plan: se vor preface că vor ataca tabăra în care Chata a lăsat femeile și copiii, pentru a atrage războinicii pe urmele lor, apoi vor galopa în mare viteză, toată noaptea, către Canionul Diablo unde se află apă de care au nevoie disperată.
Remsberg, Toller și doi soldați au sarcina de a elimina cei câțiva indieni care încă mai apără singurul acces spre canion, în timp ce cavaleria creează o diversiune, atrăgând cea mai mare parte a apașilor în spatele lor. În cele din urmă, se reunesc și reușesc să îi împiedice pe indieni să intre în canion, dar acum sunt înconjurați și McAllister este rănit grav. Toller își asumă apărarea poziției, în timp ce, fără apă și urmărit de indieni, Remsberg începe să traverseze deșertul după întăriri. El ajunge la Fort Concho unde îl avertizează pe colonelul Foster. Imediat după aceea, o trupă mare de soldați merge în căutarea supraviețuitorilor asediați în Canionul Diablo. Sosesc la timp pentru a opri asaltul final indian. La fort, Jess Remsberg a aflat adevărul de la șeriful Clay Dean. Cel care a ucis-o pe soția sa indiancă nu era altul decât Will Grange, care dorea răzbunare pentru ceea ce suferise propria soție. Lângă canion, îl găsește pe Grange legat de o roată, torturat de indieni, implorându-l să-l ucidă. Remsberg îi lasă pistolul și pleacă.

## Distribuție
- James Garner - Jess Remsberg
- Sidney Poitier - Toller
- Bibi Andersson - Ellen Grange
- Dennis Weaver - Willard Grange
- Bill Travers - Locotenent Scotty McAllister
- Ralph Nelson - Colonel Foster (menționat ca - Alf Elson)
- John Hubbard - Major Novak (Fort Creel's C.O.)
- John Hoyt - Chata
- William Redfield - Sergeant Ferguson
- Bill Hart - Corporal Harrington
- Eddie Little Sky - Alchise
- John Crawford - șerif Clay Dean
- Jeff Cooper - Trooper Casey
- Ralph Bahnsen - Trooper Nyles